# 澳視澳門台
澳視澳門（葡萄牙語：TDM Ou Mun）是澳門廣播電視股份有限公司的第一套节目，於1984年5月13日啟播， 1990年澳廣視私有化後則從原有的一個頻道分拆为兩個頻道播放，初期名稱為澳廣視第二台，1994年更名為澳廣視中文台。 2007年4月1日更名為澳門電視台，2009年11月2日再次更名為澳視澳門台。
澳視澳門台以本地新聞及資訊節目為主，除新聞和資訊節目等少數自製節目外，基本上以直播部分體育賽事、電影、電視劇，及少量外購卡通片為主，亦有部分宗教節目（2000年代多為佛教節目，近年多為基督新教節目）；而電台節目主持人亦常在电视節目上出現，甚至擔任電視外購動畫片的配音。澳視澳門台更會直播澳門立法會選舉、政府施政報告等本地政壇大事。

## 歷史與發展
- 1984年5月13日，澳廣視開播，啟播時採用UHF-29頻道，初期只在18:00-23:00播出，混合播出中文與葡文節目。
- 1990年9月17日，該公司電視台分拆成葡文台和中文台兩個頻道[1]，中文台繼承原有的UHF-29頻道播放粵語節目。
- 1999年初，澳廣視中文台增設麗音廣播服務。但部分公共天線版本不提供。
- 2000年初，澳廣視增設新字幕機與添置畫面處理系統，對製作節目質素與字幕有較大進步。
- 2007年4月1日，原“澳广视中文台”的呼号停用，新呼号“澳门电视台”于同日启用。
- 2009年11月2日，“澳门电视台”的呼号停用，新呼号“澳视澳门”于同日启用。
- 2013年农历壬辰十二月廿九除夕，《中国中央电视台春节联欢晚会（现中央广播电视总台春节联欢晚会）》（转播录制中国中央电视台综合频道港澳版画面版本至2015年、转播中国中央电视台综合频道港澳版版本至2015年。2016年起改录制中国中央电视台中文国际频道亚洲高清版画面、2016年起改转播中国中央电视台中文国际频道亚洲高清版版本）至2017年。
- 2015年3月2日，數碼版本改為标清16：9播出。而東望洋山發射的無線模擬信號於該日改以16:9郵箱模式播出，所有時間畫面都會附有上下黑邊，翌日起並改以16:9全螢幕播出。
- 2016年7月11日，數碼版本改为高清播出。
- 2016年9月，模擬澳視澳門只保留東望洋山信號，其餘轉播站已停播。
- 2021年2月1日，由於教育暨青年局和高等教育局合併，取消於星期一至六06:30播放教育暨青年局資訊。
- 2023年6月30日0時，地面模擬電視停播。[2]
- 2023年8月10日，澳廣視正式獲准落地廣東省播出，並於同年8月15日起開始試播澳視澳門台[3][4]。2023年10月1日，澳视澳门台於广东珠三角城市正式開播。
- 2025年5月13日，澳视澳门台正式于中视卫星电视节目平台播出，覆盖中国境内。[5]

## 全澳模擬電視訊號發射頻道及頻率（已停止廣播）
| 發射站   | 頻段 | 頻道     | 功率 |
| -------- | ---- | -------- | ---- |
| 東望洋山 | UHF  | 第30頻道 | 200W |

第30頻道使用4:3圖像，主發射頻道，由2015年3月2日起，其餘發射站使用16:9圖像，並接收498MHz數碼電視節目源再用模擬轉播。由2016年9月起模擬澳視澳門只保留東望洋山信號，並改用16:9圖像，其餘轉播站已停播，2018年1月，第55頻道已经黑屏至2019年中已經停止信號。2023年6月30日凌晨0時，東望洋山無線模擬信號停播。

## 全澳數字電視訊號發射頻道及頻率
| 發射站   | 頻段 | 頻道            | 頻道編號 | 功率 |
| -------- | ---- | --------------- | -------- | ---- |
| 東望洋山 | UHF  | 第24頻道 498MHz | 91       |      |

## 時事資訊節目
- 澳視新聞檔案
- SUN聞新視野
- 娛樂GPS
- 神州追蹤
- 風火台
- 亚太搜羅
- 灣區追蹤
- 宇宙更強
- 中國軟實力
- 澳門論壇
- 放眼世界
- 諮詢奉告
- 認識水域
- 走進自貿區
- 我們的世遺

## 財經節目
- 樓市脈搏
- 財經雜誌

## 文化教育節目
- 藝海傳真
- 大戲臺
- 導亦有道
- 趣談唐詩
- 澳門出品
- 粵音正讀

## 生活資訊節目
- "葡"出個味蕾
- 澳門早晨
- 優食革命
- 品味商學Ⅲ
- 尋味五邑
- 《大綠行》II之綠海飛翔
- 起步‧走
- 靚太出動
- 澳門人。澳門事
- 家家有本事
- 小城探索
- 巴絲打守業路
- 齊齊食通街
- 甜絲思
- 大庭講眾2
- 三個四十後　大瘋堂話舊
- 品味商學
- 品味商學II
- 大廚駕到2
- 家居風水
- 綠.惜家園
- 閨蜜有約
- 成理貴言
- 夢想家
- 素學堂
- 台灣民族地區走透透
- 趣智中文科
- 半世紀的回憶
- 葡情萬里
- 澳菁樂遊維也納
- 英倫古鎮遊
- 遊園綠趣
- 大庭講眾 Talk Café
- 美食新思維
- 巴絲打創業夢
- 好友營
- 大廚駕到
- 大綠行之「越嶺尋幽」
- What's Up
- 胡Sir講收藏
- 區區有發展
- 趣智諸事丁
- 他們的澳門
- 他們的新年
- 澳門情‧家鄉餸之賀回歸
- 趣話珍秦齋
- 《今日教邊科》2
- 潮世代
- 情。味雙傳
- 夜行城市
- 澳門人.澳門情
- 戶外達人
- 情聚Cafe
- 都市專欄
- 舞台 - 舞出我天地
- 澳門-魅力小城
- 澳門情‧家鄉餸之尋找家鄉的故事
- 趣智百事通
- Apps天地
- 今日教邊科
- 車世界
- 儷人學苑
- 澳門情‧家鄉餸
- 城市背後
- 靚太好易做
- 尋藏記
- 寵物窩
- 甜絲思
- 集智雜誌
- 健康有美麗
- 老陳食通街
- 優客李林
- 心情約會
- 我的美麗手冊

## 體育資訊節目
- 體壇新動力
- 環球體育
- 本地特備節目
- 體育新聞
- 競健群英

## 綜藝節目
- 海角遊魂
- 星聲遊樂場
- 菲你莫屬
- 特別任務
- 粵韻聲情
- 闖關
- 生日大晒
- 全能料理王
- 童夢飛翔

## 娛樂節目
- 熱鬧樂壇 4
- 微電影頻道

## 與其他台的聯繫
- 與澳門資訊頻道同步
  - 星期一至六07:00-08:00 《早晨新聞》
  - 星期一至六08:00-09:00《澳門早晨》
  - 每日10:00-10:30 《新聞報道》
  - 每日13:30-14:00 《午間新聞》
  - 每日18:00-18:05 《新聞報道》
  - 港股交易日14:00-15:00《每日財經》
  - 每日19:00-20:00 《澳視新聞》及《天氣報告》
  - 每日22:00-22:30 《普通話新聞》
  - 每日23:15-23:50 《晚間新聞》
  - 每日23:50-00:00 《體育新聞》
  - 發出八號或以上風球期間逢正點播出《颱風消息》。（特殊情況於半點播出，播出《晨早新聞》及《澳視新聞》除外）
  - 星期一、二、四至日22:30-23:15十點半澳視縱橫
    - 《財經雜誌》 （星期一）
    - 《競健群英》 （星期二）
    - 《風火台》 （星期四）
    - 《澳視新聞檔案》 （星期五）
    - 《放眼世界》 （星期六）
    - 《中國城市動態》 （星期日）
- 與澳門綜藝同步
  - 每日10:00-16:00播放所有節目
- 转播节目
  - CCTV 《春節聯歡晚會》 （每逢農曆除夕，2017年或之前由澳視澳門轉播，2018年起改由澳門綜藝頻道全程轉播）
  - CCTV 《元宵晚會》 （每逢正月十五元宵节，澳視澳門全程轉播）
  - CCTV 《六一晚會》 （每逢六一兒童節，澳視澳門全程轉播）
  - 湖南卫视 《中国金鹰电视艺术节》 （每逢金鹰节期间（通常隔年举行），澳視澳門连续3天晚上全程轉播）

## 外地版本
澳門特區政府在2014年開始爭取落地廣東省，2023年8月10日，澳广视正式宣佈该频道将落地廣東省珠三角地區有線電視網絡，并在廣東廣電網絡旗下的“穀豆”APP中上線。2023年8月15日，落地廣東省有線電視中試播，随即在珠三角正式落地。

## 外部連結
- 澳門廣播電視股份有限公司 （页面存档备份，存于）
- 澳廣視中文台台徽 (1996)  （页面存档备份，存于）